# ECW Originals

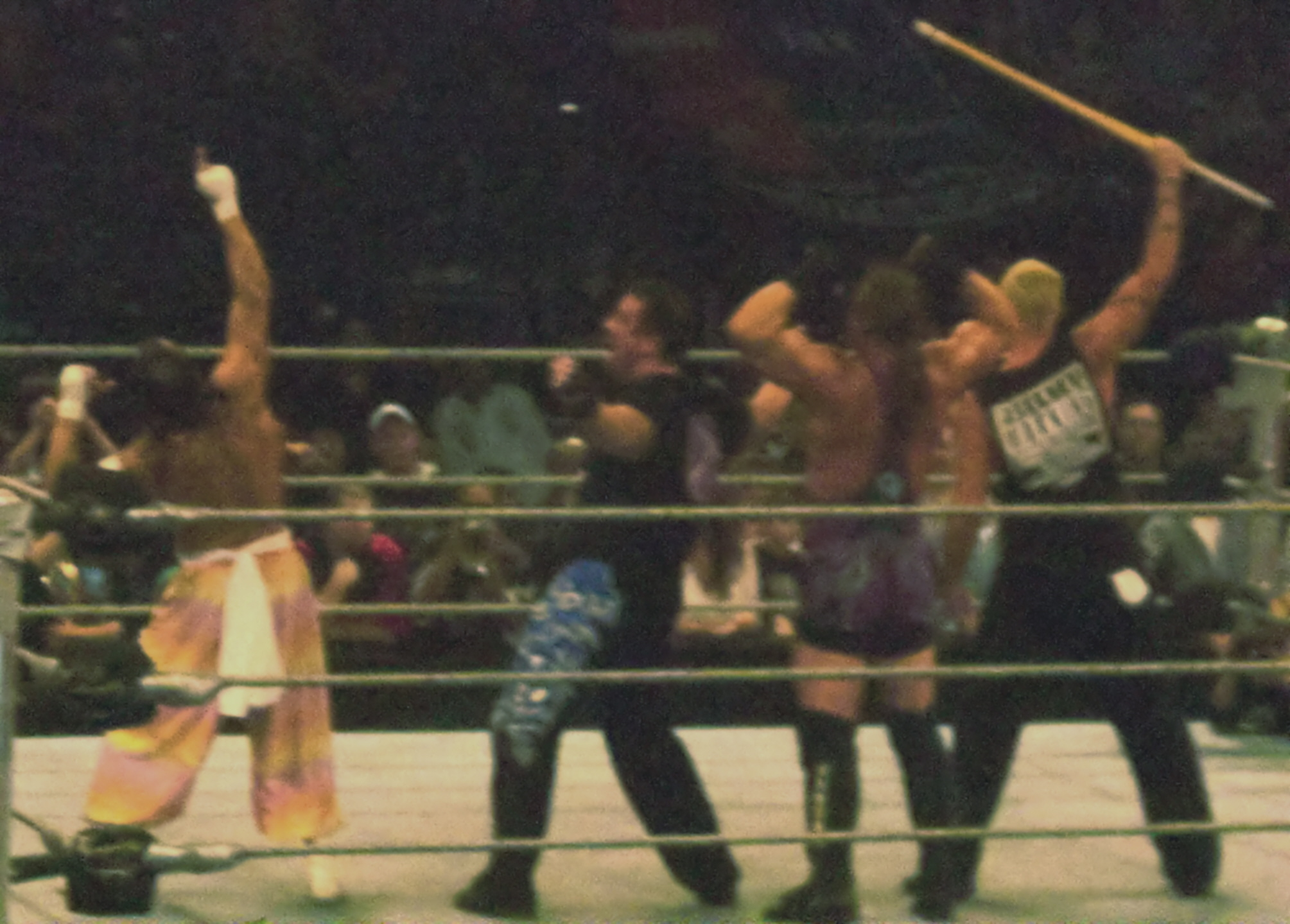
Sabu, Tommy Dreamer, Rob Van Dam e The Sandman.

Os ECW Originals foram um stable de wrestling profissional, que atuaram na WWE, na brand ECW, entre Junho de 2006 e Setembro de 2007.
O nome ECW Originals tem origem da afiliação com a promoção original Extreme Championship Wrestling, sendo que os membros desse stable eram membros da antiga empresa. Durante a passagem pela ECW, os membros desse stable conquistaram o ECW Championship, ECW World Television Championship e o ECW Tag Team Championship.